# دوین ماربل
دوین ماربل (انگلیسی: Devyn Marble؛ زادهٔ ۲۱ سپتامبر ۱۹۹۲) بازیکن بسکتبال اهل ایالات متحده آمریکا است.
از باشگاه‌هایی که در آن بازی کرده‌است می‌توان به اورلندو مجیک اشاره کرد.